# Marty Krulee
Marty Krulee, född 4 november 1956, är en amerikansk friidrottare (sprinter). Han tävlade i Sverige för Malmö AI och vann totalt fem svenska mästerskap individuellt.

## Personliga rekord
- 100 m: 10,19 s (Zürich 24 augusti 1983)[6]
- 200 m: 20,30 s (Walnut, Kalifornien 24 april 1988)[7]

### Fotnoter
1. 1 2 3 4  Wiger 2006, s. 37.
2. 1 2 3 4 5  Wiger 2006, s. 41.
3. 1 2 3  Wiger 2006, s. 153.
4. 1 2  Wiger 2006, s. 160.
5. ↑  Master Athletics Arkiverad 11 juni 2015 hämtat från the Wayback Machine. Läst 2015-07-25
6. ↑  https://worldathletics.org/athletes/united-states/marty-krulee-14345666
7. ↑  All time 200 meter Läst 2015-07-25